# The Black Crowes
The Black Crowes són un grup de rock estatunidenc format a Atlanta, Geòrgia, el 1984. La seva discografia inclou vuit àlbums d'estudi, quatre àlbums en directe i diversos senzills que han estat en les llistes d'èxits. El 1989 signaren amb Def American Recordings amb George Drakoulias com a productor amb el qual publicaren el que fou el seu primer disc d'estudi, Shake your money maker (1990). El seu segon disc, The Southern Harmony and Musical Companion, assolí el primer lloc al Billboard 200 (llistat dels 200 millors discos) el 1992. Els àlbums Amorica (1994), Three Snakes and One Charm (1996), By your side (1999), i Lions (2001) els comportà un èxit moderat, si bé no assoliren mai a l'èxit dels dos primers àlbums. Després d'un hiat entre 2002 i 2005, el grup tornà a assajar i iniciaren una gira que es perllongà durant diversos anys abans de publicar Warpaint el 2008, disc que arribà a la cinquena posició de la llista de vendes.
Seguint el llançament del seu àlbum doble recopilatori d'èxits en format acústic, Croweology, el 2010, el grup inicià la gira del 20è aniversari. Aquesta fou seguida per un segon descans que es perllongà fins al 2013. Aleshores el grup feu una nova gira, per tornar a anunciar una nova pausa el 2015 que durà fins al 2019. El 2020 havien de fer una gira celebratòria del 30è aniversari del seu primer disc, Shake your money maker. Val a dir, però, que la pandèmia de covid-19 els obligà a reprogramar moltes dates de concerts fins al 2022.
Els Black Crowes han venut més de 30 milions d'àlbums, i figuren en la posició 92 al llistat dels 100 millors artistes de hard rock.

## Membres

### Membres actuals
- Chris Robinson – veu, harmonica, guitarra acústica, percussió (1984–2002, 2005–2015, 2019–actualment)
- Rich Robinson – guitarra, cors (1984–2002, 2005–2015, 2019–actualment)
- Sven Pipien – baix, cors (1997–2000, 2005–2011, 2012–2015, 2021–actualment)

Músics que acompanyen la banda de gira
- Isaiah Mitchell – guitarra, cors (2019–actualment)
- Joel Robinow – teclats, cors (2019–actualment)
- Brian Griffin – bateria, percussió (2021–actualment)
- Charlie Starr – guitarra, cors (2022–actualment)

## Discografia
- Shake Your Money Maker (1990)
- The Southern Harmony and Musical Companion (1992)
- Amorica (1994)
- Three Snakes and One Charm (1996)
- By Your Side (1999)
- Lions (2001)
- Warpaint (2008)
- Before the Frost...Until the Freeze (2009)